# Кастильо, Хуан Гильермо
Хуа́н Гилье́рмо Касти́льо Ириа́рт (исп. Juan Guillermo Castillo Iriart; род. 17 апреля 1978[…], Дурасно) — уругвайский футболист, вратарь; тренер. Выступал за сборную Уругвая.

## Биография
Кастильо начал карьеру в «Дефенсор Спортинг», в 2001 году был отдан в аренду в другой уругвайский клуб «Уракан Бусео», за который провёл 30 игр, а после вернулся в «Дефенсор Спортинг». После чего четыре года играл в клубе и сыграл 121 матч. В сезоне 2006/07 играл в «Пеньяроле», провёл 27 встреч. 7 января 2008 года подписал контракт с бразильским «Ботафого».
За клуб из Рио-де-Жанейро дебютировал на товарищеском турнире Копа Перегрино 12 января 2008 года в матче с норвежским «Стабеком» (2:0). В итоге этот турнир выиграл именно «Ботафого». С 2010 года выступал за «Депортиво Кали», после перешёл в чилийский клуб «Коло-Коло». В первой половине 2012 года играл за «Ливерпуль» из Монтевидео — в Клаусуре сезона 2011/12 он провёл все 15 матчей своей команды, четырежды сыграл на ноль (включая минимальную победу над «Пеньяролем»), однако в трёх случаях пропускал 4 гола за матч. Команда заняла третье место в Клаусуре и завоевать путёвку в Южноамериканский кубок 2012. По окончании турнира Кастильо перешёл в мексиканский «Керетаро».
В 2013—2014 гг. выступал на родине за «Данубио» и «Пеньяроль». В 2014 году выступал за «Депортиво Пасто».
В сборной Уругвая дебютировал 12 сентября 2007 года в матче со сборной Южной Африки (0:0). В конце 2008 года получил тяжёлую травму выступая за клуб, что лишило его статуса первого вратаря сборной, однако Кастильо поехал на чемпионат мира 2010 года в качестве резервного вратаря. В 2011 году в этом же качестве стал победителем Кубка Америки, не проведя ни одной игры.

## Достижения
- Обладатель Кубка Колумбии (1): 2010
- Обладатель Кубка Америки (1): 2011